# Giuseppe Bianchetti
Giuseppe Bianchetti (Onigo, 22 luglio 1791 – Treviso, 19 dicembre 1872) è stato un letterato e politico italiano.

## Biografia
Dopo aver iniziato la carriera pubblica da giurista e giornalista (nel 1821 fu uno dei fondatori del Giornale sulle scienze e lettere delle Provincie Venete, con sede a Treviso), nel 1835 abbandonò quelle discipline per motivi di patriottismo (avrebbe dovuto altrimenti scendere a compromessi con il governo austriaco). Tra il 1836 e il 1837 pubblicò un ampio corpus di suoi scritti sotto il titolo di Opere. Negli stessi anni fu inoltre attivo come autore di saggi di critica letteraria e filosofia estetica, tra i quali vanno ricordati i Discorsi sullo scrittore italiano (1836), Degli uomini di lettere (1839) e Dei lettori e dei parlatori (1842). Nel 1848 fu nominato Capo della Delegazione Trevigiana alla Consulta Generale delle insorte Province Venete: in occasione dei Moti risorgimentali sostenne l'unione al Piemonte contro il Regno asburgico. Esiliato, si ristabilì al paese natale, Onigo, nel 1849. Qui riordinò numerose carte di suo pugno fino a comporre l'opera autobiografica Il mio esilio: memorie, poi pubblicata a Treviso nel 1872. Nel 1853 rifiutò la cattedra di Letteratura offertagli dall'Austria all'università di Padova, mentre accettò l'impiego di bibliotecario presso la Biblioteca comunale di Treviso, svolto dal 1857 al 1864. Nel 1872, sei anni dopo l'unione del Veneto al Regno d'Italia, fu nominato senatore del Regno, carica che non ebbe modo di esercitare poiché morì nell'anno medesimo. Fu, tra le altre cose, membro dell'Istituto veneto, dell'Accademia dei Filoglotti e dell'Ateneo di Treviso.